# コヴノ・ゲットー
コヴノ・ゲットー（Ghetto Kowno）は、第二次世界大戦中にナチス・ドイツがリトアニアのコヴノ（リトアニア名カウナス）に設置したゲットー（ユダヤ人隔離居住区）である。

## 歴史
ナチス・ドイツとソ連は1939年8月に独ソ不可侵条約の秘密協定を結んだ。この中で独ソは、ポーランドを共に侵略して分割占領し、さらにバルト諸国をソ連に割譲することを取り決めていた。これに基づき、ソ連は1940年6月にリトアニアに赤軍を侵攻させて全土を占領した。コヴノもソ連に占領された。しかし1941年6月に独ソ戦が開始されたため、リトアニアやコヴノからソ連軍は駆逐され、ドイツ軍によって占領されることとなった。
コヴノには全人口の25%を占める4万人のユダヤ人が暮らしていた。ソ連に理不尽に侵略されたリトアニアでは反ソ・反ユダヤ主義感情が蔓延していた。リトアニア人の報復的な殺人行為にドイツ当局も協力し、ドイツ軍の占領からわずか1カ月の間でコヴノでは約1万人のユダヤ人が殺害されることとなった。並行してドイツ占領当局はゲットー創設を開始した。アインザッツグルッペンはコヴノのユダヤ人名士を招集し、ユダヤ人住民全員をヴィリアンポリ（リトアニア語: Vilijampolė、ヴィリヤンポレ）街区に移住させることを通達した。ユダヤ人側は中止してほしいと請願したが、アインザッツグルッペンは「これが現地民によるポグロムを防止する唯一の方法だ」などと返答した。
1941年8月にはゲットーが封鎖されて、約3万人のユダヤ人が隔離された。しかしそれから数カ月のうちにゲットー住民のうち3,000人が殺された。さらに1941年10月28日には約9,000人（コヴノ・ゲットー全住民2万7,000人のうちの3分の1にあたる）が町はずれの第9砲塁に連行されて殺害された。この結果、コヴノ・ゲットーは約18,000人ほどのゲットーとなった。
コヴノ・ゲットーのユダヤ人評議会は他の東ヨーロッパのゲットーのユダヤ人評議会と異なり、住民の選挙によって選ばれていた。そのため、コヴノ・ゲットーのユダヤ人評議会はゲットー住民から比較的支持を集めており、ゲットー内の地下組織ともユダヤ人評議会は協力していた。ユダヤ人ゲットー警察さえもナチスに対するゲリラ活動を支援していた。
1943年秋に親衛隊が直接のゲットー管理に乗り出して、コヴノ・ゲットーは強制収容所に転換された。以降、ユダヤ人評議会の権限は大幅に小さくなった。親衛隊はコヴノ付近に付属収容所を次々と創設して、ゲットー住民を分散させていった。1943年10月には基幹収容所の囚人から2,700人ほどを移送した。健康な者はエストニアの労働収容所へ、一方労働できそうにない者、老人、子供などはアウシュヴィッツ＝ビルケナウ強制収容所へと移送した。ソ連軍の接近に伴い、1944年7月8日に親衛隊はコヴノ強制収容所の撤収を決定。残っていた囚人たちはダッハウ強制収容所かシュトゥットホーフ強制収容所へと移送された。ソ連軍がコヴノに到着する前にゲットーや収容所は徹底的に破壊された。この際に2,000人ほどのユダヤ人が殺された。